# San Luis (Bolívar)
Pour les articles homonymes, voir San Luis.
San Luis est l'une des trois paroisses civiles de la municipalité de Bolívar dans l'État de Falcón au Venezuela. Sa capitale est San Luis, chef-lieu de la municipalité.

## Géographie

### Démographie
Hormis sa capitale San Luis, la paroisse civile comporte plusieurs localités dont :
- Curarima
- La Encrucijada
- San Luis